# Патрик I, граф Данбар
Патрик I (англ. Patrick I, Earl of Dunbar; 1152 — 31 декабря 1232) — англо-шотландский магнат XII—XIII века, граф Данбар и лорд Бинли (1182—1232).

## Биография
Представитель шотландского клана Данбар. Старший сын и преемник Вальтеофа, графа Лотиана (Данбара) в 1166—1182 годах.
В 1182 году после смерти своего отца Вальтеофа Патрик I унаследовал титулы графа Данбара и лода Бинли.
Патрик I, граф Данбар, был одним из самых крупных шотландских магнатов в правление королей Вильгельма Льва и Александра II. Граф Данбар часто являлся свидетелем их грамот и сопровождал монархов во время их поездок, он находился окружении королей, когда отправлялись в Англию, чтобы принести оммаж королю Англии.
С 1195 по 1205 год Патрик I, граф Данбар, занимал должность юстициария Лотиана, а также был хранителем замка Берик-апон-Туид. Как и его предшественники, которые происходили из рода английских графов Нортумбрии, Патрик, граф Данбар, владел крупными поместьями в Северной Англии. Граф Данбар находился в тесных связях с королем Шотландии Александром II, претендовавшим на графство Нортумберленд. Его отец Вальтеоф был временно лишен части своих владений в Англии королем Иоанном Безземельным.
Патрик I, граф Данбар, скончался 31 декабря 1232 года. Он был похоронен в цистерцианском монастыре в Элксе (Берикшир).
Граф Данбар был дважды женат. Его первой женой была Ада (ок. 1174—1200), внебрачная дочь короля Шотландии Вильгельма Льва, от которой у него было четыре сына и дочь:
- Патрик II (1185—1249), граф Данбар с 1232 года
- Уильям
- Роберт
- Фергюс
- Ада, жена своего двоюродного брата Уильяма де Гринлоу, предка клана Хоум.

Во второй раз Патрик женился на Кристине, вдове Уильяма де Брюса, 3-го лорда Аннандейла (ум. 1212). Второй брак был бездетным.